# ماتیرانگا
ماتیرانگا (به لاتین: Matiranga) یک منطقهٔ مسکونی در بنگلادش است که در ناحیه کاگراچاری واقع شده‌است. ماتیرانگا ۴۹۵٫۳۹ کیلومتر مربع مساحت و ۷۱٬۹۴۹ نفر جمعیت دارد.